# Список серий аниме «О моём перерождении в слизь»
Данная статья содержит список серий аниме «О моём перерождении в слизь» (яп. 転生したらスライムだった件 тэнсэй ситара сураиму датта кэн, букв. «Тот раз, когда переродился в слизня»), выпущенного в 2018 году на основе ранобэ, написанных Фусэ.
Премьера первого сезона аниме-сериала прошла с 2 октября 2018 года по 26 марта 2019 года на каналах Tokyo MX и других. Аниме было создано студией 8-Bit под руководством режиссёра Ясухито Кикути. В качестве помощника режиссёра выступил Ацуси Накаяма, сценариста — Кадзуюки Фудэясу. За дизайн персонажей отвечал Рёма Эбата, монстров — Такахиро Кисида. Музыку написали Elements Garden. Первый сезон аниме состоит из 25 серий: 23 составляют основной сюжет, а оставшиеся 2 рассказывают дополнительные истории.
Первая начальная композиция называется Nameless story в исполнении Такумы Тэрасимы, тогда как завершающей является Another colony в исполнении True. Во время второй заставки звучит Megurumono (яп. メグルモノ Мэгурумоно), исполненная Тэрасимой, а вторая завершающая заставка сопровождается композицией Little Soldier (яп. リトルソルジャー Ритору Сорудзя:) в исполнении Адзусы Тадокоро.
Сериал транслировался одновременно с премьерой в Японии через Crunchyroll, тогда как Funimation транслировали его с английской озвучкой по мере выхода.
Дополнительная серия должна была выйти на DVD 29 марта 2019 года, прилагаемом к 11 тому манги, но она была отложена на декабрь 2019 года и 13-й том. Другая серия была выпущена на DVD 9 июля 2019 года в комплекте с 12 томом манги.
Второй сезон аниме был анонсирован и планировался к выходу в октябре 2020 года, но был перенесен на 12 января 2021 года из-за последствий пандемии COVID-19 в Японии. Он должен выйти в формате сплит-кура, поэтому вторая часть также была перенесена: с апреля на июль 2021 года. Производством занимается та же команда. Начальной темой сезона стала Storyteller, исполненная True, завершающую исполнили STEREO DIVE FOUNDATION.

## Содержание
| Сезон   | Серии | Серии | Даты показа    | Даты показа      |
| Сезон   | Серии | Серии | Первая серия   | Последняя серия  |
| ------- | ----- | ----- | -------------- | ---------------- |
| 1 сезон | 2     | 2     | 2 октября 2018 | 19 марта 2019    |
| Доп     | Доп   | Доп   | 25 марта 2019  | 25 марта 2019    |
| OAD     | 5     | 5     | 4 декабря 2019 | 27 ноября 2020   |
| Доп     | Доп   | Доп   | 5 января 2021  | 5 января 2021    |
| 2 сезон | 1     | 1     | 12 января 2021 | 30 марта 2021    |
| 2 сезон | 1     | 3     | 6 июля 2021    | 21 сентября 2021 |
| Доп     | Доп   | Доп   | 29 июня 2021   | 29 июня 2021     |

## Список серий

### сезон
| 1 | Штормовой дракон Вельдора «Boufuu Ryuu Veldra» (暴風竜ヴェルドラ)              | Ацуси Накаяма    | Ясухито Кикути | 2 октября 2018  |
| Однажды 37-летний офисный работник Сатору Миками был заколот ножом на улице. После смерти он пробуждается в пещере в незнакомом фэнтезийном мире, чтобы обнаружить, что он был перерождён в слизь, обладающую различными навыками, сформированными из его последних мыслей перед смертью. Изучая пещеру, приобретая новые навыки, слизь встречает древнего дракона Вельдору с которым в конечном итоге подружилась. |                                                                                |                  |                |                 |
| 2 | Встреча с гоблинами «Goburin-tachi to no Deai» (ゴブリンたちとの出会い)        | Синтаро Инокава  | Ясухито Кикути | 9 октября 2018  |
| Выбравшись из пещеры, Сатору, теперь уже Римуру Темпест, получивший новое имя от Вельдоры, встречает гоблинов, которые просят его помочь защититься от жутковолков, нападающих на них. |                                                                                |                  |                |                 |
| 3 | Сражение в деревне гоблинов «Goburin Mura de no Tatakai» (ゴブリン村での戦い)  | Син Тосака       | Ясухито Кикути | 16 октября 2018 |
| Благодаря ловушкам, придуманным Римуру, у гоблинов есть шанс в сражении. В итоге всё решается сражением с вожаком стаи. Проигравшие волки решают присоединиться к Римуру. |                                                                                |                  |                |                 |
| 4 | В королевстве дварфов «Dowāfu no Ōkoku nite» (ドワーフの王国にて)              | Ацуси Танидзава  | Ясухито Кикути | 23 октября 2018 |
| Так как гоблины не знакомы с ремёслами, Римуру решает искать помощи в соседних землях — королевстве дварфов. Пара мастеров вполне могли бы научить их шить одежду или строить дома. Добраться до королевства было легко, но вот уже на входе Римуру поджидают неприятности. |                                                                                |                  |                |                 |
| 5 | Король-герой, Газель Дварго «Eiyū-ō Gazeru Dowarugo» (英雄王 ガゼル・ドワルゴ) | Ёсихиро Мори     | Ясухито Кикути | 30 октября 2018 |
| Девушка эльфийка решает предсказать суженную Римуру, показывая ему образ девушки. Когда Веста, который приказал изготовить мечи, пришёл в бар и оскорбил Римуру, Кайдзин ударил его в гневе, в результате чего он, Римуру и другие дварфы были арестованы и подвергнуты суду. Во время суда король-герой Газель Дварго, которому когда-то служил Кайдзин, решает изгнать его и его людей, которые решили присоединиться к Римуру. После изгнания дворфов Газель Дварго также наказывает и несправедливо обвинившего мастеров Весту и отправляет ниндзя следить за Римуру. |                                                                                |                  |                |                 |
| 6 | Сидзу «Shizu» (シズ)                                                           | Ясухиро Ито      | Ясухито Кикути | 6 ноября 2018   |
| Когда группе искателей приключений, Эллен, Кавал и Гидо, приказали осмотреть лес, девушка в маске по имени Сидзу просит разрешения присоединиться к ним. Когда они сталкиваются с монстрами в лесу, их спасает Римуру, который узнаёт в лице Сидзу ту самую девушку, которую нагадала ему в суженные эльфийка. Сидзу тоже прибыла в этот мир из Японии, но из другого времени — она была вызывана во время бомбардировок Токио. Римуру рассказывает и показывает ей, как Япония преобразилась за все эти послевоенные годы. Однако Римуру не знает, что король демонов Леон Кромвель сделал её сосудом огненного демона Ифрита. |                                                                                |                  |                |                 |
| 7 | Повелитель пламени «Bakuen no Shihai-sha» (爆炎の支配者)                       | Ацуси Накаяма    | Ясухито Кикути | 13 ноября 2018  |
| Сидзу вспоминает то, что она чувствовала, когда демон огня Ифрит, взявший контроль над её телом, убил её подругу. Пока Сидзу готовится уйти с авантюристами, Ифрит снова берёт под контроль её тело и начинает огненную бурю в деревне. Римуру пытается остановить его и в итоге использует способность своего Хищника, поглощает Ифрита и в процессе отделяет его от Сидзу. |                                                                                |                  |                |                 |
| 8 | Унаследованная воля «Uketsugareru Omoi» (受け継がれる想い)                     | Такуми Дояма     | Ясухито Кикути | 20 ноября 2018  |
| Сидзу рассказывает Римуру о том, что в прошлом встретила героя, который взял её в ученики и показал ей правильный путь, прежде чем таинственным образом исчезнуть в один прекрасный день. Она рассказывает, что уже очень стара, и, чувствуя, что её жизнь подходит к концу, просит Римуру найти Леона Кромвеля, который призвал её в этот мир. Также она просит Римуру, чтобы он съел её, поскольку она не хочет, чтобы её тело оставалось в этом ненавистном ей мире. Поглотив её, Римуру получает возможность обращаться в человека. |                                                                                |                  |                |                 |
| 9 | Нападение огров «Ōga no Shūgeki» (大鬼族の襲撃)                                | Син Тосака       | Ясухито Кикути | 27 ноября 2018  |
| Когда Римуру знакомится с формой и способностями, которые он унаследовал от Сидзу, гоблины подвергаются нападению со стороны группы огров, которые утверждают, что Римуру управлял орками, которые напали на их деревню. После демонстрации силы Римуру удается убедить огров, что он не их враг. |                                                                                |                  |                |                 |
| 10 | Лорд орков «Ōku Rōdo» (オークロード)                                           | Ацуси Танидзава  | Ясухито Кикути | 4 декабря 2018  |
| Узнав, что орков, напавших на деревню огров, возглавляет человек в маске, Римуру предлагает ограм присоединиться к нему в качестве его подчиненных. Согласившись на временный союз, пока орки не будут побеждены, Римуру даёт имена ограм, благодаря чему они эволюционирует в кидзинов. Тем временем вождь ящеров, узнав, что Повелитель Орков управляет тысячами орков и его армия направляется к ним, посылает своего сына Габила заручиться поддержкой гоблинов. |                                                                                |                  |                |                 |
| 11 | Габил прибыл! «Gabiru Sanjō!» (ガビル参上！)                                   | Сасахара Ёсифуми | Ясухито Кикути | 11 декабря 2018 |
| Габил набирает гоблинов по окрестным деревням и в итоге прибывает в поселении Римуру. Но вызывающее поведение ящера вызывает лишь недоверие, так что его выставляют из деревни без заключения союза. Всё же угроза орков серьёзная и, пока Римуру решает, что же делать, перед ним появляется дриада Трайнэ и просит его защитить лес от лорда орков. |                                                                                |                  |                |                 |
| 12 | Нарушенный механизм «Kuruiyuku Haguruma» (狂いゆく歯車)                        | Ёсихиро Мори     | Ясухито Кикути | 18 декабря 2018 |
| Трайнэ объясняет, что лорд орков обладает уникальным умением «Голод», которое распространяется на всех его подчиненных, вызывает безумный голод, заставляя пожирать всех подряд, в процессе получая умения сраженного противника. Римуру отправляет Соуэя напрямую к вождю ящеров для заключения союза. Ящеры должны тянуть время, пока они не прибудут на помощь. Но вернувшийся Габил устраивает переворот и ведёт своих людей в атаку. |                                                                                |                  |                |                 |
| 13 | Великая битва «Dai Gekitotsu» (大激突)                                         | Ацуси Накаяма    | Ясухито Кикути | 25 декабря 2018 |
| Отряд Римуру встречает сестру Габила, которая сообщает им о государственном перевороте, и спешит к месту боя. Армия Габила к тому моменту уже оказывается окружена орками. Они успевают вовремя, чтобы выручить ящеров. |                                                                                |                  |                |                 |
| 14 | Тот, кто всё пожирает «Subete o Kurau Mono» (全てを喰らう者)                   | Ясухиро Ито      | Ясухито Кикути | 8 января 2019   |
| Римуру вступает в бой с лордом орков. Гельмуд, один из слуг князя демонов, появляется и раскрывает свой план — он раздавал имена представителям разных народов леса, чтобы столкнуть их между собой и сильнейший должен был стать послушным ему князем демонов. Римуру побеждает лорда орков. Орки освобождаются от влияния «Голода», а кидзины решают и дальше служить Римуру. |                                                                                |                  |                |                 |
| 15 | Федерация леса Джуры «Jura no Mori Dai Dōmei» (ジュラの森大同盟)               | Акира Ямада      | Ясухито Кикути | 15 января 2019  |
| После отражения нападения все союзные народы — ящеры, гоблины, а также дриады и оставшиеся орки — решают объединить силы и сформировать альянс леса Джуры, поставив Римуру во главе. |                                                                                |                  |                |                 |
| 16 | Явление Княжны Тьмы Милим «Мао: Мириму Райсю:» (魔王ミリム来襲)                | Мунэнори Нава    | Ясухито Кикути | 21 января 2019  |
| Княжна Тьмы Милим, заинтересованная происходящим в лесу, прибывает на встречу с Римуру. Она очень сильная, так что Римуру приходится использовать хитрость, чтобы усмирить это бедствие. Милим решает остаться в городе и называет Римуру своим лучшим другом. |                                                                                |                  |                |                 |
| 17 | Собрание «Цудо:моно-тати» (集う物達)                                           | Син Тосака       | Ясухито Кикути | 28 января 2019  |
| Весте удаётся разработать зелье, равное зельям Римуру, что побудило Римуру попытаться вести переговоры о разработке зелья в городе. В этот момент Фобио, зверолов демона Лорда Кэриона, приходит в Темпест с намерением захватить власть, но Милим сразу же разбирается с ним, прежде чем Римуру решает проблемы мирным путем. Предлагая Милим новое оружие в обмен на информацию, Римуру узнает, что другие Князья тьмы нацелились на него за срыв их плана по созданию марионеточного Князя тьмы. Позже отряд пограничников, во главе с человеком по имени Йом, присоединился к группе Эрена и прибывают в Темпест, где Римуру просит их отдать должное за победу над Лордом Орков. Тем временем Князь тьмы Клейман проявляет интерес к могущественному зверю, известному как Харибда, и отправляет арлекина Тира на расследование. |                                                                                |                  |                |                 |
| 18 | Подкрадывающееся зло «Синобиёру Акуи» (忍び寄る悪意)                           | Ёсихиро Мори     | Ясухито Кикути | 4 февраля 2019  |
| В то время как Фобио злится из-за своего унижения от рук Милим, Слеза и Лакей, два арлекина Клеймана, убеждают его стать самим Князем тьмы, чтобы он мог отомстить Милим. Всё, что он должен сделать, это позволить Харибде владеть своим телом и сохранять контроль. Фобио снимает печать с Харибды. Слеза показывает, что ей было приказано оживить Харибду и отправить её в путь Милим. Сестра Трейни, Трия, предупреждает Римуру о возрождении. Рождённая из облака магии Вледоры, Харибда призвал тринадцать мегалодонов из Мира духов, чтобы помочь в его неистовстве, и направляется к Джуре. Римуру готовятся к битве. |                                                                                |                  |                |                 |
| 19 | Харибдид «Бо:фу: тайё: удзу» (暴風大妖渦)                                      | Ацуси Накаяма    | Ясухито Кикути | 11 февраля 2019 |
| С помощью 100 рыцарей-пегасов из Дваргона силы Римуру уничтожают мегалодонов и пытаются уничтожить Харибду полномасштабной атакой, но терпят неудачу. Римуру сражается с Харибдой, и обнаруживает, что тот обладает Фобио, а его истинная цель — Милим. По просьбе Римуру, Милим побеждает Харибду, сохраняя при этом жизнь Фобио. После битвы Фобио приносит извинения за все проблемы, которые он причинил, и его хозяин, Князь тьмы Кэррион, заключает договор о ненападении с Темпестом. |                                                                                |                  |                |                 |
| 20 | Юки Кагурадзака «Ю:ки Кагурадзака» (ユウキ・カグラザカ)                        | Ацуси Танидзава  | Ясухито Кикути | 19 февраля 2019 |
| Город празднует свою победу филе мегалодона. Ночью Римуру снится сон о сожалении Сидзу о том, что она не смогла помочь своим ученикам, пятерым детям, которых призвали в этот мир. Римуру отправляется в Королевство Инграссия с Рангой, чтобы навестить их. Там он встречает Юки Кагуразаку. Юки принимает меры к тому, чтобы Римуру обучал учеников Сидзу, но предупреждает его, что, хотя они двое — пришедшие сюда из другого мира, дети — призванные, предназначенные для использования в качестве оружия для Призывателя. В их молодых телах столько энергии, что она убьёт их в течение пяти лет. Римуру клянется выполнить желание Сидзу и найти способ спасти их. |                                                                                |                  |                |                 |
| 21 | Ученики Сидзу «Сидзу-сан но Осиэго-тати» (シズさんの教え子達)                  | Хироси Ясукава   | Ясухито Кикути | 26 февраля 2019 |
| Ученики Сидзу не проявляют к Римуру особого уважения, поэтому он решает показать им разницу в их навыках в серии поединков. Кения использует магию огня, Хлои магию воды, Гейл стреляет магическими пулями, Риота использует улучшения тела, а Алиса использует марионетку, чтобы управлять игрушками, чтобы атаковать его. Они проигрывают и признают его как учителя. Римуру посещает Трейни, веря, что дети выживут, если будут одержимы высшими духами, так как Сидзу была призвана в детстве, и дожила до взрослой жизни, из-за Ифрита. Трейни направляет его в Обитель Духов, но дриады потеряли связь с Королевой Духов и больше не знают входа. Во время пикника с учениками они видят Небесного Дракона, направляющегося в столицу, и Римуру вмешивается и ест его с Чревоугодием. Мьёльмир приглашает их на обед. Римуру приглашает его приехать в Темпест, чтобы помочь им продать свои товары. Он соглашается. Королева Духов рассказывает Римуру, что приехала из деревни недалеко от Обители Духов. Он, Ранга и дети направляются к нему. |                                                                                |                  |                |                 |
| 22 | Как пройти лабиринт «Мэйкю: ко:ряку» (迷宮攻略)                                | Сигэру Фукасэ    | Ясухито Кикути | 5 марта 2019    |
| Римуру, Ранга и ученики входят в Обитель Духов, и дух в первом лабиринте сражается с ними с помощью гигантского металлического голема, чтобы испытать их, хотя Римуру быстро сжёг его. Дух лабиринта представляется как Рамирис, одна из десяти Князей тьмы, хотя она такая маленькая, что никто ей не верит. Она объясняет, что Леон, который вызвал Сидзу, раньше был Героем, прежде чем он потерял милость и стал Князем тьмы. Точно так же она была Королевой Духов, прежде чем умереть и вернуться в качестве Князья тьмы. В обмен на создание для неё нового голема, Рамирис соглашается помочь Римуру в вызове высших духов. |                                                                                |                  |                |                 |
| 23 | Спасённые души «Сукуварэру тамасии» (救われる魂)                               | Син Тосака       | Ясухито Кикути | 12 марта 2019   |
| Множество низших духов отвечают на молитвы Гейла, Алисы и Риоты, поэтому Римуру пожирает их и превращает в трёх новых высших духов, которые успешно населяют всех троих. Кения призывает высшего духа света. Появляется неизвестное духовное существо, Вельдора реагирует на его присутствие. Несмотря на попытку Рамириса остановить это, поскольку она чувствует, что это опасно, Хлоя обладает им. Тем не менее, опасная энергия пятерых детей успокоилась, поэтому они не умрут через несколько лет. Римуру делает нового голема для Рамириса, и они возвращаются в Инграссию. Юки считает маловероятным, что народы, бросившие детей, попытаются вернуть их, чтобы они могли жить нормальной жизнью. Римуру не рассказывает Юки, как он их спас. Римуру вспоминает последние два года и заявляет, что все их проблемы решены. Он дает Хлои маску Сидзу, подавляющую магию, но не знает почему, просто чувствуя, что это было к лучшему. |                                                                                |                  |                |                 |
| 24 | Спин-офф: Чернота и маска «Гайдэн: Куро то Камэн» (外伝: 黒と仮面)             | Мунэнори Нава    | Ясухито Кикути | 19 марта 2019   |
| Умирающая женщина вызывает демона, чтобы отомстить за неё и её партнера, и демон соглашается на её просьбу, решая, что это будет забавным развлечением. Воспоминания Сидзу: Сидзу вместе с другими искателями приключений вызывается в Королевство Филтвуд, чтобы помешать демону взять его останки под замок и возродиться. Услышав, как Серебряные Крылья, пара известных авантюристов, были убиты безымянным демоном, некоторые пытаются отступить. Министр отказывается позволить им уйти, показывая, что некоторые из них одержимы демонами, что вызывает паранойю в группе. Один из толпы, тот самый демон, начинает смеяться, заявляя, что рыцари вызвали низших демонов. Нанятый убить демона, он показывает, что намеревается убить всех присутствующих авантюристов, чтобы найти ответственную сторону. Сидзу вступает с ним в поединок, которое называет себя «Куро». Один из его ударов отражается маской Сидзу и отрывая ему руку. Он решает уйти, говоря, что бой был забавным, потому что Сидзу смогла причинить ему вред. Впоследствии Сидзу вспоминает, как Леон сказал ей, что самые могущественные демоны были прародителями, известными под такими цветами, как Руж (красный) и Нуар (черный). Один из рыцарей вызывает её к королю и ведет под замок. Выясняется, что король и министр были марионетками того же демона, которого она была нанята, чтобы остановить, который принял образ Ортов, героя, который ранее победил его, получив таким образом имя Ортос и став архидемоном. Они намереваются принести в жертву искателей приключений и Сидзу, которая все ещё истощена битвой, чтобы полностью восстановить свои силы. Ортос может победить её, но вовремя появляется Куро и убивает короля и министра. Он показывает, что умирающие Серебряные Крылья вызвали его, чтобы отомстить за них, и он сдержал свое обещание. Он ругает Ортосов за излишнюю самоуверенность, несмотря на то, что он зависит от Руж, и разрушает его душу. Официально король и министр были убиты Куро, которого затем победила Сидзу. Пока они рассказывают правду, Куро говорит, что у него нет причин нацеливаться на Сидзу перед отъездом. Куро наблюдает за Римуру через смотровое стекло и заявляет, что в следующий раз Римуру приведёт его «к истине этого мира». |                                                                                |                  |                |                 |
| 24.5 | Беседа: Дневник Вельдоры «Канва: Вэрудора Никки» (閑話: ヴェルドラ日記)        | Ацуси Накаяма    | Ясухито Кикути | 25 марта 2019   |
| Ифрит, который оказался в ловушке Римуру из-за его умения "Хищник", во время игры в сёги, с Велдорой вспоминают и обсуждают события сезона. |                                                                                |                  |                |                 |

### OAD
| OAD1 | Интерлюдия: Эй, попки! «Gaiden: HEY! Shiri!» (外伝：HEY!尻!)                                                                               | Синтаро Инокава |  | 4 декабря 2019 |
| Римуру наконец-то смог заснуть. Ему снится, как он пытается привить жителям Темпеста интерес к сумо. Для этого он устраивает турнир. В итоге монстры действительно увлекаются новым спортом, только версией «сумо попами». | |                 |  |                |
| OAD2 | Интерлюдия: Трагедия М «Gaiden: Emu no Higeki?» (外伝：Ｍの悲劇？)                                                                         | Макото Наката   |  | 9 июля 2019    |
| Устав от спорящих из-за его внимания Сюны и Сион, Римуру решает сделать подушку в форме себя-слайма. Чтобы получить наполнитель для нее, он вместе со своими соратниками отправляется в путешествие на озеро. Там они оказываются атакованы живущим в озере монстром, обладающим тентаклями и чья слизь растворяет одежду. Разобрашись с ним, Римуру выполняет свою задумку и создает подушки, но это не останавливает спор женщин. | |                 |  |                |
| OAD3 | Интерлюдия: Сладкая жизнь учителя Римуру, часть 1 «Gaiden: Rimuru no Karei na Kyōshi Seikatsu Sono 1» (外伝: リムルの華麗な教師生活 その1) | Ацуси Накаяма   |  | 26 марта 2020  |
| В академии искателей приключений планируется практическое занятие, но для участия в нем нужно подходящее снаряжение, поиском которого для своих подопечных Римуру и занимается, ведь учителю класса, справившегося лучше всех с заданием, будет положена награда. | |                 |  |                |
| OAD4 | Интерлюдия: Сладкая жизнь учителя Римуру, часть 2 «Gaiden: Rimuru no Karei na Kyōshi Seikatsu Sono 2» (外伝: リムルの華麗な教師生活 その2) | Фукасэ Сиге     |  | 9 июля 2020    |
| Подготовка завершена. Римуру уже мечтает, на что потратит премию, но без проблем не обойдется. | |                 |  |                |
| OAD5 | Интерлюдия: Сладкая жизнь учителя Римуру, часть 3 «Gaiden: Rimuru no Karei na Kyōshi Seikatsu Sono 3» (外伝: リムルの華麗な教師生活 その3) | Хироси Ясукава  |  | 27 ноября 2020 |
| В пещере на месте прибытия класс Римуру встречает неожиданного противника, справится с которым у них не хватает сил. Сопровождающая их учительница Тесс призывает демона - Нуар, который побеждает противника. | |                 |  |                |

### 2 сезон
| № серии | № в сезоне | Название                                                                                                   | Режиссёр(ы)                              | Сценарист(ы)     | Трансляция в Японии |
| --- | ---------- | --- | ---------------------------------------- | ---------------- | ------------------- |
| 24.9 | 0          | Интерлюдия: Хината Сакагути «Канва: Хината Сакагути» (閑話：ヒナタ・サカグチ)                              | Ацуси Накаяма Томотака Кавабэ            | Кадзуюки Фудэясу | 5 января 2021       |
| Хината Сакагути, бывшая ученица Сидзу, а ныне капитан крестоносцев западной церкви и старший рыцарь имперской гвардии Священной империи Любелиус, получает письмо от восточного купца. Из него она узнает о стране монстров - Федерации Джура Темпест. Серия пересказывает предыдущие события, рассказывая о том, кто такой Римуру. |            | |                                          |                  |                     |
| 25 | 1          | Хлопотные деньки Римуру «Римуру но исогасии хиби» (リムルの忙しい日々)                                     | Мунэнори Нава                            | Кадзуюки Фудэясу | 12 января 2021      |
| Спася детей, Римуру планирует покинуть академию. В то же время в Темпесте развитие идёт полным делом, а также происходит обмен делегациями с королевством зверолюдей Еврозанией. Ригур и Бенимару отправляются в страну князя тьмы Карилиона, а оттуда прибывает делегация зверолюдей во главе с тремя Бисткетёрами, сразу по прибытии нарывающаяся на конфликт. |            | |                                          |                  |                     |
| 26 | 2          | Торговля с королевством зверей «Ю:ридзаниа то но ко:эки» (獣王国との交易)                                  | Дайсукэ Эгути                            | Кадзуюки Фудэясу | 19 января 2021      |
| Конфликт с прибывшей делегацией удается успешно разрешить. В последующих переговорах и банкете Темпесту и Евразании удается найти обоюдовыгодные условия торговли. После отбытия делегации назад Римуру собирается с официальным визитом в королевство дварфов Дваргон. |            | |                                          |                  |                     |
| 27 | 3          | И я снова... в раю! «Ракуэн, футатаби» (楽園、再び)                                                        | Сё Китамура                              | Кадзуюки Фудэясу | 26 января 2021      |
| В ходе официального визита в Дваргон Римуру рассказывает Газелю о последних новостях, а затем они вместе делают официальное заявление о сотрудничестве их стран. Позже вечером в тайне от Сюны и Сион герой вместе с гоблинами отправляется в «Ночную бабочку», но после визита у них возникают проблемы, так как девушки всё узнали. |            | |                                          |                  |                     |
| 28 | 4          | Интриги королевства Фалмус «Бо:ряку но фарумусу о:коку» (謀略のファルムス王国)                             | Акира Като                               | Кадзуюки Фудэясу | 2 февраля 2021      |
| Римуру проводит последние уроки для класса S. К команде Ёмы присоединяется маг Мьюрран, шпионка князя тьмы Клеймана, планирующая использовать его, чтобы проникнуть в страну монстров, избежав подозрений. В то же время королевство Фалмус решает устроить вторжение в Темпест, так как видит в нём угрозу - торговцы начинают отдавать предпочтение дороге через лес Джуры, чтобы добраться до королевства дварфов, а не пользоваться единственным существовавшим до этого сухопутным путем через Фалмус. |            | |                                          |                  |                     |
| 29 | 5          | Прелюдия к катастрофе «Сайяку но дзэнсо:кёку» (災厄の前奏曲)                                               | Сюндзи Ёсида                             | Кадзуюки Фудэясу | 9 февраля 2021      |
| Темпест готовится к возвращению Римуру. Администрация получает экстренное сообщение из Евразании с просьбой принять беженцев из-за того, что Милим объявила им войну. В то же время в город прибывают трое иномирцев, посланных Фалмусом, чтобы спровоцировать беспорядки и дать основание для начала войны. Когда их вежливо просят покинуть город, они решают просто атаковать монстров. В это же время над городом поднимается два барьера: тюремный барьер, ослабляющий монстров, созданный объединившимися с Фалмусом паладинами, и анти-магическая зона, созданная Мьюрран по приказу Клеймана. |            | |                                          |                  |                     |
| 30 | 6          | Красавица делает свой ход «Угокидасу рэйдзин» (動き出す麗人)                                               | Сюнсукэ Исикава                          | Кадзуюки Фудэясу | 16 февраля 2021     |
| По пути домой Римуру попадает в засаду Хинаты Сакагути, капитана паладинов, желающей убить его. Она оказывается намного более опасным противником, чем он ожидал. В самом же Темпесте Фалмовские войска устраивают беспорядки. |            | |                                          |                  |                     |
| 31 | 7          | Отчаяние «Дзэцубо:» (絶望)                                                                                 | Мунэнори Нава Дайси Като Такахиро Танака | Кадзуюки Фудэясу | 23 февраля 2021     |
| Сумев выжить в битве с Хинатой, Римуру наконец возвращается в Темпест, где обнаруживает, что войскам Фалмуса удалось убить часть его людей. |            | |                                          |                  |                     |
| 32 | 8          | Надежда «Кибо:» (希望)                                                                                     | Кадзуто Фудзивара                        | Кадзуюки Фудэясу | 2 марта 2021        |
| Римуру в отчаянии из-за гибели Сион. Прибывшая Элен рассказывает ему старую сказку, передававшуюся в её родной стране эльфов: когда-то принцесса драконов впала в гнев и уничтожила целую страну, это позволило ей стать истинным князем тьмы, что в свою очередь воскресило её питомца-дракона. Римуру решает стать князем тьмы и попробовать воскресить погибших. Великий мудрец говорит, что ему достаточно будет убить 10 000 человек для пробуждения. |            | |                                          |                  |                     |
| 33 | 9          | Пан или пропал «Субэтэ о какэтэ» (全てを賭けて)                                                            | Сигэру Фукасэ                            | Кадзуюки Фудэясу | 9 марта 2021        |
| Римуру собирает всех своих подчиненных на совет, где обсуждает будущее страны и планируемые действия. 20 000 фалмусовских солдат направляются к Темпесту. |            | |                                          |                  |                     |
| 34 | 10         | Мегиддо «Мэгидо» (神之怒)                                                                                  | Дайсукэ Эгути                            | Кадзуюки Фудэясу | 16 марта 2021       |
| Темпест начинает контратаку. Подчиненные Римуру атакуют лагеря авангарда противника, расположившиеся вокруг города, а он сам запускает Мегиддо над основной вражеской армией — заклинание, использующее концентрированные лучи солнца для поражения противников, от которого ни у солдат, ни у магов Фалмуса нет защиты. |            | |                                          |                  |                     |
| 35 | 11         | Рождение князя тьмы «Мао: тандзё:» (魔王誕生)                                                              | Сё Китамура                              | Кадзуюки Фудэясу | 23 марта 2021       |
| Римуру уничтожает всю вражескую армию и впадает в эволюционный сон. Перед этим он призывает трех демонов, чтобы найти единственного выжившего. В ходе эволюции Великий мудрец становится Рафаилом, а Обжорство — Вельзевулом. Рафаил проводит ритуал воскрешения монстров. |            | |                                          |                  |                     |
| 36 | 12         | Высвобождённый «Tokihanatareshi Mono» (解き放たれし者)                                                     | Сюнсукэ Исикава                          | Кадзуюки Фудэясу | 30 марта 2021       |
| Королевство Евразания было разрушено княжной тьмы Милим, но его жители успели скрыться в лесу Джуры. Римуру подозревает, что эта атака на самом деле была спровоцирована князем тьмы Клейманом. Один из ранее призванных демонов — изначальный демон Нуар (с фр. — «Чернота») — становится частью команды Римуру в роли его дворецкого и получает имя «Дьябло». Эволюция в князя тьмы позволяет завершить изучение бесконечного заточения и наконец освободить Вельдору. |            | |                                          |                  |                     |
| 36.5 | 12.5       | Беседа: Дневник Вельдоры 2 «Канва: Вэрудора Никки 2» (閑話：ヴェルドラ日記２)                              | Ацуси Накаяма Томотака Кавабэ            | Кадзуюки Фудэясу | 29 июня 2021        |
| Прошло два года с тех пор, как Римуру и Вельдора впервые встретились в пещере, и их «обещание» вот-вот должно быть выполнено. Вельдора и Ифрит вспоминают прошлое Темпеста, но «что-то» их напугало. |            | |                                          |                  |                     |
| 37 | 13         | Нежданные гости «Отодзурэру-са-тати» (訪れる者たち)                                                        | Ацуси Накаяма                            | Кадзуюки Фудэясу | 6 июля 2021         |
| Освобождение Вельдоры дало Римуру доступ к ещё двум ультимативным навыкам — Уриилу, отражающего его связь с магверями и их навыками, и Вельдоре, позволяющим призывать дракона, воскрешать его и использовать навыки штормовой магии. Римуру представляет возродившегося Вельдору жителям Темпеста. В честь него и воскрешенных друзей в Темпесте проходит праздник. Неожиданно для Римуру Сион готовит что-то вкусное благодаря своему новому уникальному навыку «Шеф-повар». После завершения празднования начинается встреча, посвященная будущей политике Темпеста. Римуру решает пойти в атаку на Клеймана, а также объявить всему миру, что он стал князем тьмы. Впрочем, встречу приходится приостановить, так как в Темпест прибывают представители соседних стран — не только союзных Дваргона и Блюмонда, но и эльфийской династии Талиона — эрц-герцог Эральд Гримвальд, отец Элен. |            | |                                          |                  |                     |
| 38 | 14         | Совещание магверей и людей «Дзимма кайдан» (人魔会談)                                                      | Кэн Санума                               | Кадзуюки Фудэясу | 13 июля 2021        |
| Тем временем Лаплас пытается проникнуть на территорию Священной империи Любериуса и сталкивается там с вампиром — князем тьмы Валентайном. Гильдмастер Юки благодарит умеренную клоунаду за службу, достав для её главы — бывшего князя тьмы Кадзалима — новое тело. Совещание в Темпесте продолжается уже с участием представителей других стран. Узнав обо всем, что произошло, и о возвращении Вельдоры, король Газель и эрц-герцог Эральд советуют Римуру немного подправить историю. Под конец серии в комнату врывается княжна тьмы Рамирис, заявляющая «Темпест будет уничтожен!». |            | |                                          |                  |                     |
| 39 | 15         | Предупреждение Рамирис «Рамирису но сирасэ» (ラミリスの報せ)                                               | Рёсукэ Адзума                            | Кадзуюки Фудэясу | 20 июля 2021        |
| Римуру рассказывает о своих планах о смене правительства в Фармусе и установлении там нового короля в виде Юмы. Он также объявляет новую официальную версию событий о вторжении Фармуса — армия Фармуса потерпела поражения в бою с силами Темпеста, а не была уничтожена им единолично. Битва пробудила Вельдору, из-за чего выживших не осталось — к подобным выходкам штормового дракона все уже привыкли, так что такая версия не создаст проблем. Лишь после того, как Римуру объединился с Юмой, им удалось успокоить дракона, признав его хранителем леса Джуры. Совещание магверей и людей наконец подходит к концу. Следующие действия Римуру — сразить князя тьмы Клеймана. |            | |                                          |                  |                     |
| 40 | 16         | Переполох на совещании «Кайги ва одору» (会議は踊る)                                                       | Рё Накамура                              | Кадзуюки Фудэясу | 27 июля 2021        |
| Диабло назначен в помощь Юме в деле захвата Фармуса. Рамирис сообщает о том, что князья тьмы созывают общее совещание — «Вальпургиеву ночь», на котором они планируют обсудить, что делать с Римуру. Кроме того, армия Клеймана уже выступила, но вот её целью стал не Темпест, а беззащитная из-за её скрывшихся в Джуре воинов Евразания. |            | |                                          |                  |                     |
| 41 | 17         | Ночь перед битвой «Кайсэн Дзэнъя» (会戦前夜)                                                               | Кадзуто Фудзивара                        | Кадзуюки Фудэясу | 3 августа 2021      |
| Римуру решает присоединиться к совещанию князей тьмы. Он решает, кто из его подчиненных куда направится: Сион и Ранга будут сопровождать его на Вальпургиеву ночь, Вельдора останется охранять город, Бенимару возглавит объединенную армию Темпеста и Евразании. Тем временем войска Клеймана запасаются припасами в городе Потерянного дракона — месте, где живут подданные Милим, — и заставляют местных священников присоединиться к ним. Благодаря только что созданному заклинанию телепортации Римуру перемещает свою армию в Евразанию и эвакуирует гражданских на территорию Темпеста. |            | |                                          |                  |                     |
| 42 | 18         | Князья Тьмы «Мао:-тати» (魔王たち)                                                                         | Кэн Санума                               | Кадзуюки Фудэясу | 10 августа 2021     |
| 43 | 19         | Сигнал к началу банкета «Каен но айдзу» (開宴の合図)                                                       | Мунэнори Нава                            | Кадзуюки Фудэясу | 17 августа 2021     |
| 44 | 20         | На этой судьбоносной земле «Инънэн но дзи дэ» (因縁の地で)                                                 | Сё Китамура                              | Кадзуюки Фудэясу | 24 августа 2021     |
| 45 | 21         | Адальман Указательный «Дзиси но Адаруман» (示指のアダルマン)                                               | Сигэру Фукасэ                            | Кадзуюки Фудэясу | 31 августа 2021     |
| 46 | 22         | Вальпургиева ночь. Чаепитие Князей Тьмы «Мао-тати но утагэ ～варупурудису～» (魔王達の宴 ～ワルプルギス～) | Такахиро Энокида                         | Кадзуюки Фудэясу | 7 сентября 2021     |
| 47 | 23         | Чудесное спасение «Кисикайсэй» (起死回生)                                                                  | Мунэнори Нава                            | Кадзуюки Фудэясу | 14 сентября 2021    |
| 48 | 24         | Звезда восьми Князей Тьмы «Окутагураму» (八星魔王)                                                         | Дайсукэ Эгути                            | Кадзуюки Фудэясу | 21 сентября 2021    |